# Figge Ridderstolpe
Fredrik "Figge" Christoffer Ridderstolpe, född 24 november 1812 i Stockholm, död 19 mars 1856 i Nyköping, var en svensk godsägare och militär.
Ridderstolpe blev kornett vid livregementets husarkår 1831 och löjtnant där 1837. Han erhöll avsked med ryttmästares namn, heder och värdighet 1841. Han blev under sin samtid känd som en av Stockholms främsta rouéer och var en av huvudpersonerna i Carl David Arfwedsons teaterpjäs Spionen i den förnäma werlden i Stockholm, där han porträtteras i rollen Djurgårdsskojaren till häst i jämn galopp. Många andra rollgestaltningar i pjäsen har verkliga personer som förebild; bland annat porträtteras pjäsens huvudroll Johan Gustaf Schwan som ges en nidbild av "den dryge grosshandlaren vid Skeppsbron". Som godsägare drev han Kaggeholms herrgård i Ekerö socken 1836–1841.
Han var son till Gustaf Ridderstolpe (1785–1845) och Jeanette Müller (1795–1851) som var dotter till kommerserådet Jürgen Christoffer Müller (1748–1831). Han var från 1836 gift med Mariana Carolina Augusta Burenstam (1814–1889) som var dotter till överstelöjtnanten Johan Daniel Burenstam (1781–1873). Paret fick två söner.